# 86-й Квартал
86-й Кварта́л (рос. 86-й Квартал) — селище у складі Томського району Томської області, Росія. Входить до складу Зоркальцевського сільського поселення.

## Населення
Населення — 146 осіб (2010; 219 у 2002).
Національний склад (станом на 2002 рік):
- росіяни — 85 %